# Lycosa koyuga
Lycosa koyuga är en spindelart som beskrevs av McKay 1979. Lycosa koyuga ingår i släktet Lycosa och familjen vargspindlar.
Artens utbredningsområde är Western Australia. Inga underarter finns listade i Catalogue of Life.